# مارتن نيولاند
مارتن نيولاند (بالإنجليزية: Martin Newland)‏ هو صحفي نيجيري، ولد في 1962 في بورت هاركورت في نيجيريا.